# Tele2 Arena
Tele2 Arena, nogometna je arena s pokretnim krovom u Stockholmu. U areni se održavaju i druge predstave reguliranjem pokretnog krova. Kapacitet Arene, koja je otvorena u srpnju 2013., na nogometnim mečevima je od 30.000 do 33.000 gledatelja. Na koncertima broj gledatelja se penje do 45.000. Nogometni klubovi Djurgårdens IF i Hammarby IF koriste Arenu za svoje domaće mečeve. Bila je jedna od tri arene s kojima se Štockholm natjecao za Pjesmu Eurovizije 2016. godine. U Areni se igrale utakmice Europskog prvenstva u rukometu 2020. godine.
Zajedno s drugim višenamjenskim arenama Ericsson Globeom i Hovetom, nalazi se u oblasti Areal Globen City.

## Vanjske poveznice
- Službene stranice Tele2 Arena (šved.)